# Социальная сеть (социология)
Социальная сеть (англ. social network) как объединение социальных позиций — социальных акторов и их связей — основополагающее, общепринятое определение данного понятия. Социальная сеть (математически — социальный граф) состоит из группы узлов, которыми являются социальные акторы, и связей между ними (социальных взаимодействий) по поводу обмена ресурсами. Таким образом, в рамках социальной сети социальные акторы группируются на основе сходства занимаемых позиций, связей и по типу ресурсов, циркулирующих между данными позициями.

## Понятие социальной сети
Само понятие «социальная сеть» включает некий круг знакомых человека и социальных связей между этими людьми. В отличие от социальных структур, представляющих достаточно жесткий «каркас» устоявшихся социальных отношений, социальные сети относятся к числу гибких структур, или «мягких тканей», способных управлять малыми социальными взаимодействиями. Рассыпанные в социальном пространстве социальные связи, объединяясь, собираются в мощную субъектную композицию. Складывается сложная сеть, охватывающая максимальное число индивидов (например, сетевая торговля, телефонная связь, «всемирная паутина» Internet, интерактивное TV). В исторические времена, когда отсутствовали современные телекоммуникации, они представляли собой обычные сети человеческих взаимоотношений. Эти взаимосвязи связывают не столько человеческие личности, сколько позиции — это сплетение идей, правил, действий и интересов. Пронизывая социальное пространство всем спектром вертикальных и горизонтальных связей, социальные сети аккумулируют значительный социальный капитал на основе доверия, взаимной поддержки, симпатий, предпочтений, участия в общих делах. Именно социальные сети составляют «живую ткань» общественной жизни и позволяют участникам эффективно взаимодействовать для достижения общих целей.
Проиллюстрировать этот феномен можно на примере эффекта малого мира в теории шести рукопожатий. Всего шесть рукопожатий отделяет меня и Вас от аборигена в Австралии, от знакомства с английской королевой, Биллом Гейтсом или Мадонной. Её автор, Стэнли Милгрэм, доказал, что любые 2 человека на Земле знакомы друг с другом, образно говоря, через 6 рукопожатий. В современных социальных сетях, таких как Facebook или VK.com дистанция между пользователями обычно лежит в интервале 3-4.
Математической моделью социальной сети является безмасштабная сеть.

Различают два типа социальных сетей:
- личная или эгоцентрическая (personal, egocentric) сеть;
- целая или социоцентрическая (whole, sociocentric) сеть.

## История понятия
Термин «социальная сеть» впервые введён английским социологом Джеймсом Барнсом в 1954 г. в работе «Классы и собрания в норвежском островном приходе», вошедшей в сборник «Человеческие отношения», а затем он получил широкое распространение в различных областях гуманитарного знания. Но ещё до этого многие социологи выражали мнение о важности рассмотрения общества как сложного переплетения различных социальных связей и их конфигураций, а не только фиксации в нем устоявшихся «жестких» социальных структур. Сетевой подход и сетевая теория берут своё начало в основаниях социологии (Г. Зиммель, Э. Дюркгейм), социальной психологии (Д. Морено, Т. Ньюкомб, А. Бейвлас) и социальной антропологии (Дж. Барнз, Э. Ботт, К. Митчелл, А. Рэдклифф-Браун). В 30-е годы в Америке исследовались взаимосвязи между людьми с помощью социограмм, то есть визуальных диаграмм, в которых отдельные лица представлены в виде точек, а связи между ними — в виде линий. В частности, этим занимался Я. Л. Морено.. Фактически, Я. Л. Морено можно считать основателем дисциплины Анализ социальных сетей. Действительный анализ «социальных сетей» стал развиваться на основе структурных исследований известного антрополога Рэдклифф-Брауна, и начиная с 30-х гг., многие антропологи, социологи и социальные психологи стали пользоваться его концепцией.
Понятие «социальная сеть» во второй половине XX века стало популярным у западных исследователей общества; в английском языке оно стало общеупотребительным. Общепонятны в английском выражения вроде «чья-то предпринимательская сеть»: данный пример означает круг знакомых какому-то человеку людей, имеющих для него (и, в некой степени и конфигурации, друг для друга) предпринимательский интерес, а также все подобные круги знакомств тех людей, и так далее до какого-то уровня значимости. В русском языке есть близкое понятие «блат», означающее неформальные и социально значимые человеческие отношения.
Отдельные виды сложных политических сетей развиваются в международных организациях, что привлекает в последнее время все большее внимание отечественных исследователей. В частности, в статье А. С. Бояшова рассмотрены следующие типы сетей: дипломатические (формирующиеся между государствами), институциональные (между международными организациями), организационные (между НКО).

## Виды социальных сетей
Социальные сети формируются по интересам, потребностям, ресурсам и сферам влияния, социальным статусам и позициям.
Различают такие их виды, как политические, экономические, коммерческие, финансовые, культурные, досуговые, сети общения.
Формирование социальных сетей гражданского действия начинается с небольших сообществ, располагающих заделом социального капитала. Личное доверие между хорошо знакомыми друг другу людьми может служить естественным началом формирования таких сетей. Взаимоотношения с другими сообществами и агентами завязываются путём перекидывания «мостиков» к государственным структурам, политическими организациям, финансовыми институтам, промышленными ассоциациям, профсоюзами, прессой, религиозными организациями и другими группами граждан, создающие условия для регулярных контактов, установления доверия, взаимовыгодной дискуссии и взаимного влияния.
Социальные сети подразделяются также на формальные и неформальные, вертикальные и горизонтальные.
Неформальные социальные сети строятся на неформальных отношениях, в формальных социальных сетях четко определяются права и обязанности каждого в рамках сетевого объединения.
В вертикальных сетях вершину образует «команда», состоящая из лидеров и их ближайших помощников, которая формирует стратегию группы, её внутренние нормы и символические коды, а также тактику взаимоотношений, противоборства или сотрудничества с другими группами. Принцип «кто не с нами, тот против нас» всё же остается как объединяющим, так и определяющим границы таких сетей.
Горизонтальные сети, в отличие от вертикальных с их четким разграничением субординации, полномочий и ответственности, представляют собой сообщество социальных агентов примерно одинакового социального статуса, мощи и влияния.

## Анализ социальных сетей
Помимо теоретического значения, анализ социальных сетей имеет большую прикладную ценность. В современных исследованиях, посвящённых неформальной экономике, сетям межсемейной поддержки, культурным и политическим структурам, эмпирический материал анализируется в терминах социальных сетей. Анализ социальных сетей используется для решения задач в частном и государственном секторе, а также в разведывательных, контрразведывательных и правоохранительных мероприятиях. Математическим базисом анализа социальных сетей является теория графов — мощный раздел дискретной математики. Большое внимание уделяется изучению примеров решения конкретных задач.
Для анализа социальных сетей используется целый ряд количественных и качественных понятий, таких как степень централизации, степень кластеризации, связности и прочие. Один из самых известных примеров анализа был проведён в 1970-е годы американским социологом Марком Грановеттером. Он показал, что для многих социальных задач, таких как поиск работы, например, слабые связи оказываются намного эффективнее, чем сильные. Этот эффект он назвал «силой слабых связей». Для эффективности и устойчивости социальной сети оказываются важными ряд функциональных ролей её участников, таких как информационные брокеры, эксперты и другие.
Источники выделяют два или три уровня анализа, на которых применяются различные методы:
- микроуровень — уровень индивидуальных акторов или небольших сетей;
- мезоуровень — уровень относительно крупных социумов (выделяется не всегда);
- макроуровень — уровень крупных и глобальных социумов.

Отмечается, что одни и те же методы анализа для разных уровней могут давать противоречивые результаты, однако в целом они не конкурируют друг с другом и способны описать целостную картину для всех уровней. Разделение на уровни анализа также носит технический характер, так как подробный анализ крупной сети требует неприемлемо долгого времени.
Для анализа используется специализированное программное обеспечение (см. Social network analysis software).

## Моделирование социальных сетей
Моделирование социальных сетей служит, по крайней мере, двум целям. Во-первых, помогает понять то, как формируются и развиваются социальные сети. Во-вторых, поскольку структура социальной сети является важным фактором функционирования социальных и экономических систем, помогает понять и прогнозировать распространение информации, распространение заболеваний, выбор поведения людьми, поведение рынка и т. д.
Таким образом, существующие модели социальных сетей по целям исследования можно разделить на две основные категории: модели формирования социальных сетей и модели распространения нововведений в социальных сетях. В будущем, по-видимому, появятся и комплексные модели, поскольку процессы сетевой динамики и процессы распространения в сетях связаны друг с другом.
Социальную сеть, как и любую сеть, можно математически моделировать графом, в котором вершины представляют объекты сети, а рёбра — взаимосвязи.
В зависимости от рода связей и их значимых аспектов для данного исследования, они могут быть ненаправленными или направленными. Ненаправленны отношения в плане регулярного личного общения, товарищества, соседства. Односторонне направленные отношения — отношения подчинения, обязанности, передача информации и т. п. Двусторонними, то есть взаимными, могут быть отношения дружбы, полового влечения, взаимопомощи в бедствии.
Дополнительные статистические данные о скоплении людей могут быть включены в его модель и быть использованы в вычислениях. Большинство видов социальных связей можно оценить количественно; социальным объектам тоже можно присвоить количественные характеристики.
Для достижения вышеупомянутых целей могут использоваться разнообразные математические методы, и с этой точки зрения модели социальных сетей можно разбить на два типа: оптимизационные (включая имитационные) и теоретико-игровые. Например, модель случайных графов, в которой рассматривается вероятностный процесс, генерирующий связи в социальной сети, относится к первому типу, а стратегическая модель, в которой формирование связей происходит на основе сравнения выгод и затрат, — ко второму.
При отображении модели социальной сети целесообразным может быть:
- Размещение узлов сети — точек или пятнышек — в двух измерениях соответственно их свойствам вроде места жительства.
- Пространственное упорядочение объектов в одном измерении соответственно некоторому их количественному свойству, такому как возраст, положение в организационной иерархии, богатство, доход или иная мера социального статуса.
- Использование общих для всех сетевых диаграмм методов для отображения количественных и качественных свойств социальных объектов и отношений. Примеры:
  - Отображение яркости или размера объекта (точки) или связи (линии, «нити») в зависимости от присвоенной им количественной характеристики.
  - Выделение дискретных и качественных свойств объектов или связей цветом.

Обзор известных моделей социальных сетей и описание новых содержатся в книге Д. А. Губанова, Д. А. Новикова и А. Г. Чхартишвили «Социальные сети: модели информационного влияния, управления и противоборства».

## Социальносетевые услуги
«Социальной сетью» (от англ. social networking service — «социальносетевая услуга») также может называться услуга, способствующая образованию и поддержанию социальных кругов и сетей и работающая посредством Всемирной сети. Поддержание соц. сетей делается, например, автоматизацией распространения объявлений/оповещений вдоль установленных связей между людьми, интересующимися деятельностью один другого. Образованию новых связей помогают всевозможные базы личных данных и службы знакомств. Часто поддержка социальных сетей в какой-то мере включается в разнообразные виды услуг, где требуется заведение учётных записей, что позволяет систематически копить личные данные о пользователях. Особенно это относится к услугам, поддерживающим личное общение между пользователями. Пример — службы размещения блогов, блог-платформы (подробнее см. Интернет-сообществе).
В связи с постоянно увеличивающимся количеством социальных сетей у пользователей возникает проблема, связанная с необходимостью нахождения пересечений в социальных связях на разных ресурсах. Собрав круг общения на одном ресурсе, пользователь бывает вынужден искать людей из этого круга и на других сайтах для полноценного пользования этими сайтами. Существуют сервисы, позволяющие соединить информацию с нескольких сайтов одновременно и получать информацию о событиях, происходящих в сетях, в которых он зарегистрирован.
По этой ссылке можно посмотреть примеры отображения взаимосвязей между авторами в социальной сети блогеров LiveJournal.

## Глобализация
Формирование «соцсети» является частью такого процесса как глобализация. При этом рассматриваются и прогнозируются все за и против этого устойчивого процесса. На фоне формирования «соцсети» рассматриваются очень важные сопутствующие процессы, например: распространение болезней (вирусов), культурный взаимообмен, появление новых социальных групп и т. д.
В национальном университете Йокогамы есть курс «Глобализация социальной сети», где все эти вопросы обсуждаются (и выполняются заказы на поставленные задачи в этой области знаний со стороны различных заинтересованых в этом международных организаций).